# Adiantum dawsonii
Adiantum dawsonii là một loài dương xỉ trong họ Pteridaceae. Loài này được Lellinger & J. Prado mô tả khoa học đầu tiên năm 2001.